# Vila Verde (Felgueiras)
Vila Verde ist ein Ort und eine ehemalige Gemeinde (Freguesia) im portugiesischen Kreis Felgueiras. Die Gemeinde hatte 815 Einwohner (Stand 30. Juni 2011).
Am 29. September 2013 wurden die Gemeinden Vila Verde und Santão zur neuen Gemeinde União das Freguesias de Vila Verde e Santão zusammengeschlossen. Vila Verde ist Sitz dieser neu gebildeten Gemeinde.